# Hilda Kocher-Klein

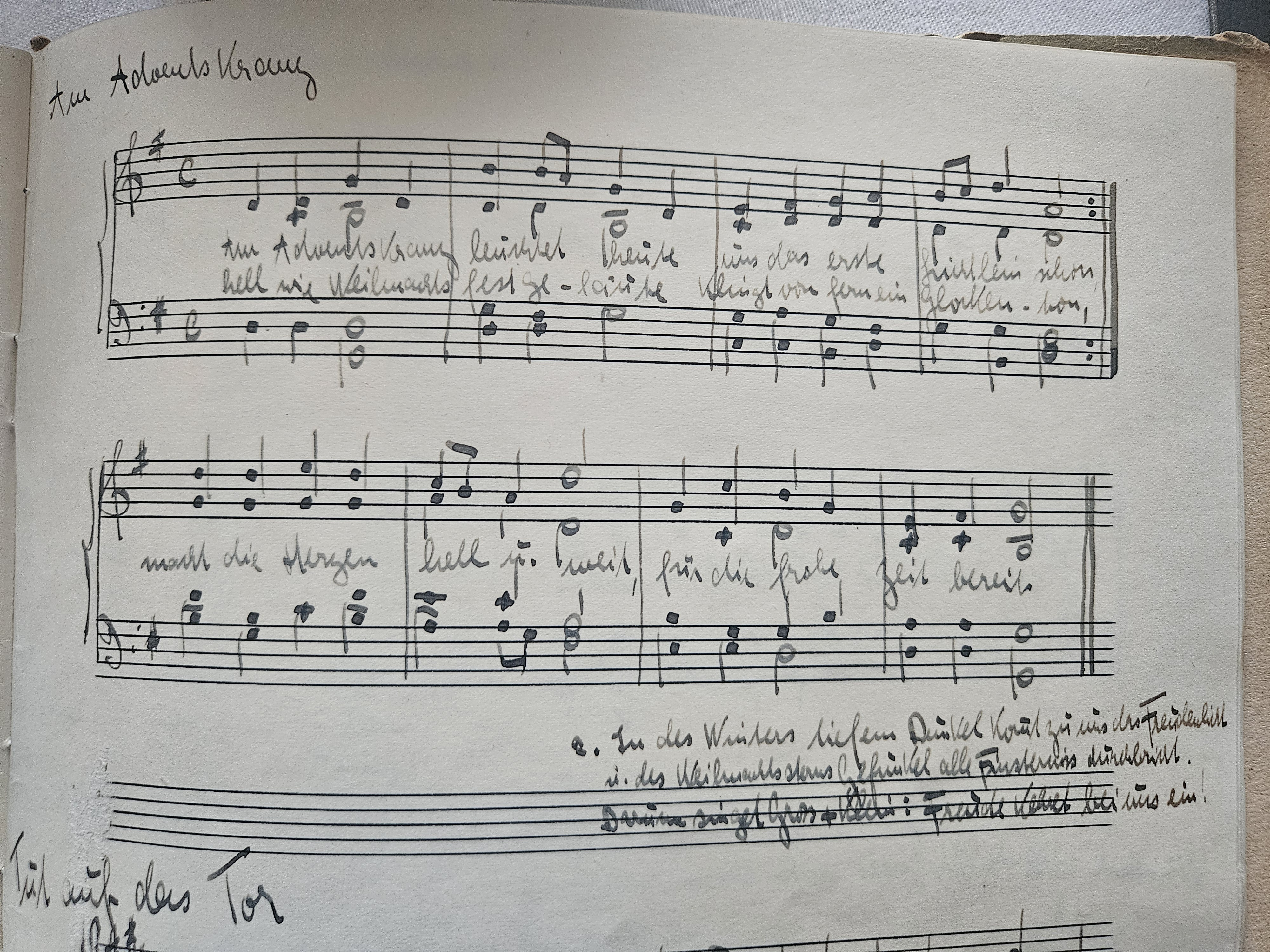
Adventskranz -- Komposition von Kocher-Klein, Handschrift von 1941

Hilda Kocher-Klein (geboren 18. März 1894; gestorben 8. November 1975, beides in Stuttgart) war eine deutsche Pianistin und Komponistin. Sie komponierte unter anderem Stücke für Klavier und Chor, aber interessierte sich auch für Volkslieder, und wirkte vor allem im süddeutschen Raum, unter anderem auch als Klavierlehrerin und Leiterin einer Singgruppe. Sie war stark von der Jugendbewegung geprägt. Zeitweise unterrichtete sie an der Musikhochschule Stuttgart. Bis 1952 war sie in der GEDOK Stuttgart tätig.
Zusammen mit ihrem Ehemann, dem Architekten Julius Kocher, begründete sie eine Stiftung, mit der Kinder und Jugendliche im Albert-Schweitzer-Kinderdorf musisch gefördert werden. Studiert hat sie unter anderem bei Max Pauer Kempff in Stuttgart, und hatte dort 1913 ihre Musiklehrerprüfung abgelegt.
Ein Werk (Neun Kobolde) von Hilda Kocher-Klein wurde von Kathrin Schmidlin eingespielt.  Einige der Kompositionen von Hilda Kocher-Klein werden weiter verlegt. Eine biographische Skizze liegt als Teil einer Studie von Claudia Friedel über komponierende Frauen vor. Der Nachlass von Hilda Kocher-Klein ist in der Landesbibliothek Stuttgart. Ein umfassendes Werksverzeichnis der Kompositionen ist im Anhang von Claudia Friedels Buch.

## Einige Werke, insbesondere noch in Auflage
- Neun Kobolde (op. 1)
- Die Zwerge vom Berge
- Der faule Hans
- Das Lämmlein
- Fünfzehn Fröhliche Kanons (op. 47)
- Lied an die Geliebte (op. 56)
- Mit Brummbass und Fiedel
- Reichenauer Marienlied / Choral
- Der Tanzbodenkönig
- Kleine Serenade (op. 26)
- Zehn Kleine Stücklein für Sopranblockflöte und Klavier[6]